# Dekanat Trzcinica
Dekanat Trzcinica – jeden z 33 dekanatów w rzymskokatolickiej diecezji kaliskiej.

## Parafie
W skład dekanatu wchodzi 9 parafii:
- parafia św. Augustyna – Kostów
- parafia Nawiedzenia Najświętszej Maryi Panny – Krzyżowniki
- parafia Najświętszej Maryi Panny Wniebowziętej – Laski
- parafia św. Maksymiliana Kolbego – Łęka Opatowska
- parafia św. Floriana – Opatów
- parafia Męczeństwa św. Jana Chrzciciela – Rychtal
- parafia św. Idziego – Siemianice
- parafia św. Stanisława – Trzcinica
- parafia św. Jana Nepomucena – Wielki Buczek

## Dziekani
- ks. kanonik Mariusz Białobłocki (od 1 sierpnia 2023)[2]
- ks. Wiesław Cieplik (1 września 2013 – 16 czerwca 2021)[3]
- ks. kanonik Florian Skubiszak (do 2013)

## Sąsiednie dekanaty
Bolesławiec, Bralin, Kępno, Wieruszów, Włochy (arch. wrocławska), Wołczyn